# Olga Assink
Olga Anne Maria Assink (* 25. März 1978 in Tubbergen) ist eine ehemalige niederländische Handballspielerin, die aktuell als Handballtrainerin tätig ist.

## Karriere
Olga Assink spielte anfangs in den Niederlanden bei De Tukkers, E&O Emmen und van Riet Niuwegein. Ab Januar 2000 stand die Kreisläuferin beim dänischen Erstligisten GOG Gudme unter Vertrag. Mit GOG gewann sie 2000 den dänischen Pokal. Im Jahr 2002 wurde sie als erste ausländische Spielerin zu Dänemarks Handballerin der Jahres gewählt. Ab der Saison 2003/04 lief sie für den Ligakonkurrenten Viborg HK auf. Mit Viborg errang sie 2004 und 2006 die dänische Meisterschaft, 2003 den dänischen Pokal, 2006 die EHF Champions League sowie 2004 den EHF-Pokal. Im Sommer 2006 beendete sie ihre Karriere. In der Saison 2009/10 kehrte Assink nochmals in den Kader von Viborg HK zurück. Hierbei verhalf sie den Verein zum Gewinn der Meisterschaft sowie zum Gewinn der EHF Champions League.
Olga Assink bestritt 203 Länderspiele für die niederländische Nationalmannschaft. Mit 954 Treffern ist sie Rekordtorschützin der niederländischen Auswahl.
Nachdem Assink nach ihrem Karriereende bei De Tukkers als Jugendtrainerin tätig gewesen war, übernahm sie dort 2013 das Traineramt der Damenmannschaft. Ab Oktober 2016 bis Oktober 2018 war sie zusätzlich als Co-Trainerin der niederländischen Frauen-Nationalmannschaft tätig. Nach der Saison 2019/20 verließ Assink De Tukkers und wurde Trainerin von DSVD. Im März 2021 endete ihre Tätigkeit bei DSVD. In Saison 2022/23 trainierte Assink gemeinsam mit Arjan Averink den niederländischen Frauen-Erstligisten HV Kwiek.